# المؤتمر الدولي للعمارة الحديثة

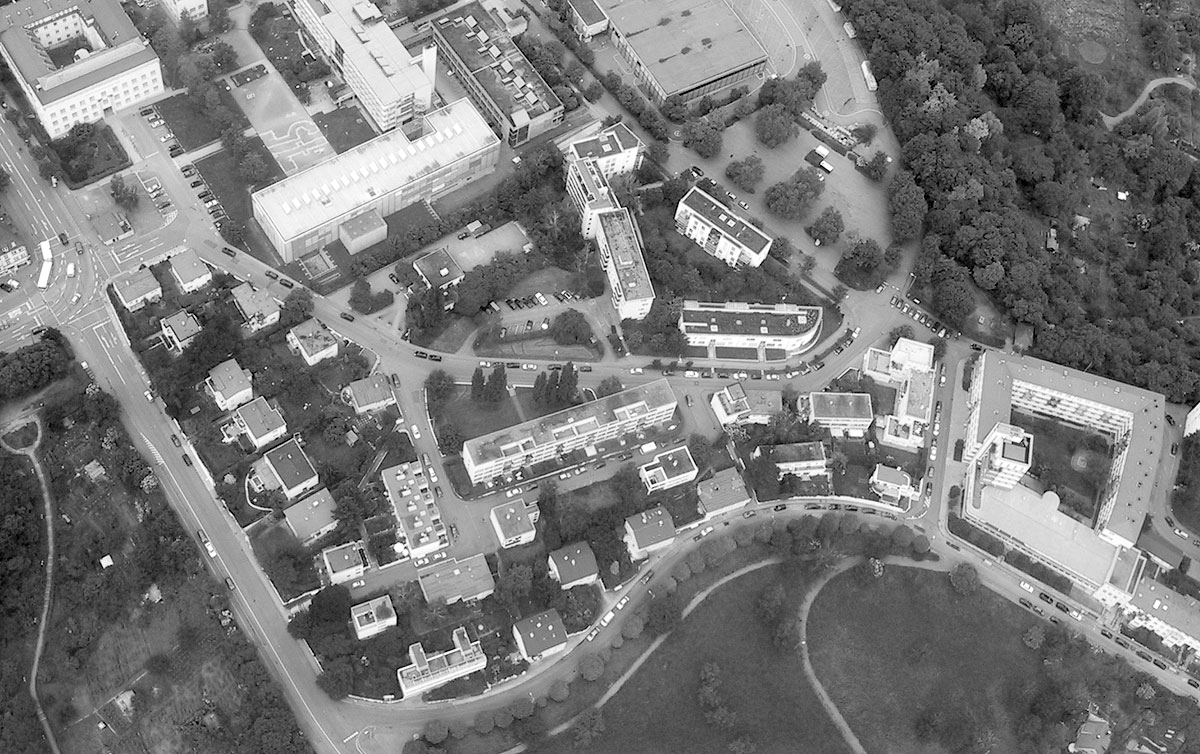
المقاطعة السكنية فايزنهوف سيدلنغ ، شتوتغارت عام 1927.

المؤتمر الدولي للعمارة الحديثة (بالفرنسية: Congrès International d'Architecture Moderne أو اختصارا CIAM) منظمة معمارية عالمية تأسست في عام 1928 وتم حلها في عام 1959، كانت مسؤولة عن سلسلة من الأحداث والمؤتمرات في جميع أنحاء العالم من قبل المهندسين المعماريين البارزين آنذاك، وكانت تهدف إلى نشر مبادئ الحركة الحديثة التي تركز في كافة المجالات الرئيسية في العمارة (مثل المناظر الطبيعية، والتمدن، والتصميم الصناعي، وغيرها الكثير). تم انعقاد أول مؤتمر لها في لاساراز، سويسرا عام 1928 تحت قيادة المعمار لو كوربوزييه، والذي يعتبر بمثابة العمود الفقري الأساسي لهذا التيار.